# Cadorago
Cadorago là một đô thị ở tỉnh Como trong vùng Lombardia, có cự ly khoảng 30 km về phía tây bắc của Milano và khoảng 12 km về phía tây nam của Como. Tại thời điểm ngày 31 tháng 12 năm 2004, đô thị này có dân số 6.952 người và diện tích là 7,1 km².
Đô thị Cadorago có các frazioni (các đơn vị trực thuộc, chủ yếu là các làng) Bulgorello và Caslino al Piano.
Cadorago giáp các đô thị: Bregnano, Cermenate, Fino Mornasco, Guanzate, Lomazzo, Vertemate con Minoprio.